# Hornstedtia gracilis
Hornstedtia gracilis är en enhjärtbladig växtart som beskrevs av Rosemary Margaret Smith. Hornstedtia gracilis ingår i släktet Hornstedtia och familjen Zingiberaceae. Inga underarter finns listade i Catalogue of Life.